# Melanitta stejnegeri
Melanitta stejnegeri — птица семейства утиные. Считается видом вне опасности.

## Таксономия
Описан американским орнитологом Робертом Риджуэем в 1887 году и получил биномиальное название Oidemia stejnegeri. Видовое название присвоено в честь норвежского орнитолога Леонарда Штейнегер.
Ранее считалось, что он принадлежит к одному виду с горбоносым турпаном. Согласно новому исследованию, было высказано предположение, что это полноценный вид.

## Описание
Он отличается от горбоносого турпана по ряду признаков. Самцы горбоносого турпана имеют более коричневые бока, темно-желтую окраску большей части клюва и менее высокий нарост на клюве. Самец Melanitta stejnegeri имеет очень высокий нарост у основания своего в основном оранжево-желтого клюва. Самцы обоих видов очень похожи и лучше всего различаются по форме головы; горбоносые турпаны, как правило, имеют «двухступенчатый» профиль между клювом и головой, по сравнению с длинным профилем «римского носа» Melanitta stejnegeri, похожим на таковой у обыкновенной гаги. Кроме того, оперение вдоль основания верхней челюсти образует прямой угол у горбоносого турпана, по сравнению с острым углом у Melanitta stejnegeri.

## Распределение
Гнездится на крайнем севере Азии к востоку от бассейна Енисея. Зимует южнее в умеренных широтах, в Азии до самого юга Китая. Образует большие стаи в подходящих прибрежных водах. Они плотно сбиты, и птицы, как правило, взлетают вместе.
Хотя ранее этот вид считался редким в Северной Америке, он может быть постоянным гостем и возможным гнездящимся на Западной Аляске, с наблюдениями в Номе, острове Сент-Пол и Гэмбелле. Был замечен в долине Хелена, штат Монтана, в период с апреля по май 2015 года, что является единственным подтвержденным североамериканским местом обитания этого вида к югу от Аляски. Турпан, замеченный в заливе Монтерей, штат Калифорния, 15 января 2014 года, по-видимому, имел характеристики, соответствующие Melanitta stejnegeri, но запись не была принята комитетом из-за низкого качества изображений. Он также является редким залетным видом в Европе и был зарегистрирован во Франции, Финляндии, Польше, Исландии, Ирландии, Норвегии и Шотландии.

## Поведение и экология

### Питание
В пресной воде этот вид питается в основном ракообразными и насекомыми, тогда как в соленой воде он кормится моллюсками и ракообразными.